# Asterostegus
Genre
Asterostegus est un genre d'ophiures (échinodermes) abyssales de la famille des Euryalidae.

## Liste des espèces
Selon World Register of Marine Species (11 janvier 2016) :
- Asterostegus maini McKnight, 2003 -- Pacifique sud (îles Cook et région)
- Asterostegus sabineae Okanishi & Fujita, 2014 -- Madagascar
- Asterostegus tuberculatus Mortensen, 1933 -- Océan Indien occidental

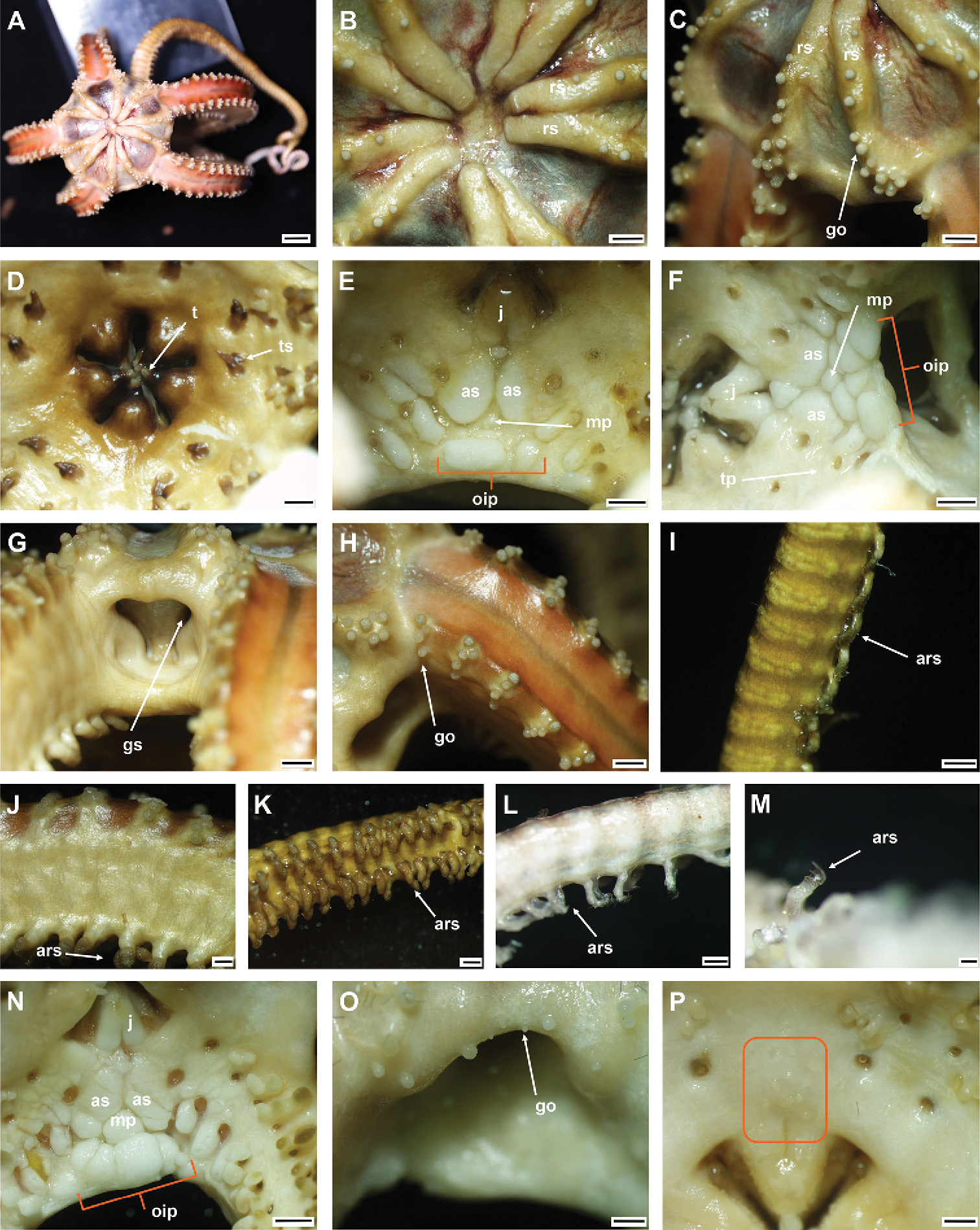
Détails dAsterostegus maini.

Asterostegus tuberculatus